# تشارلز كورفر
تشارلز كورفر (16 يناير 1936 - 10 نوفمبر 2020)، هو حكم كرة قدم هولندي دولي سابق.
حكم في بطولة كأس العالم لكرة القدم 1982.

## روابط خارجية
- تشارلز كورفر على موقع Soccerway.com (الإنجليزية)